# الحزب الناصري الديمقراطي
الحزب الناصري الديمقراطي حزب سياسي يمني ، تقدم للتسجيل في لجنة شئون الأحزاب 28/11/1995م وحصل على قرار التسجيل من لجنة شئون الأحزاب في 31 / 12 / 1995م .الأمين العام الحالي ياسين عبده سعيد . 

## العملية السياسية
- شارك في الانتخابات النيابية الأولى 27 ابريل 1993 وحصل على مقعد واحد في البرلمان، ولم يحصل على أي مقعد في الانتخابات النيابية الثانية 1997 .
- شارك في الانتخابات النيابية الثالثة 2003 ولم يحصل على أي مقعد وحصل على 9829 صوت من إجمالي الأصوات الصحيحة البالغ عددها 5996049 وبنسبة 0.16% .
- دعم مرشح المؤتمر الشعبي العام في الانتخابات الرئاسية سبتمبر 1995 .